# Emmanuel Hubert
Emmanuel Hubert (Saint-Malo, 30 dicembre 1970) è un dirigente sportivo ed ex ciclista su strada francese, general manager del team Arkéa-B&B Hotels. È stato professionista dal 1994 al 1997.

## Palmarès
- 1993 (dilettanti)

Manche-Atlantique
- 1994 (Gan, tre vittorie)

Manche-Atlantique
Tarbes-Sauveterre
Grand Prix de Cours-la-Ville
- 1995 (Le Groupement, due vittorie)

Classifica generale Tour de l'Ain
10ª tappa Tour de l'Avenir (Ergué-Gabéric > Trégunc)

### Altri successi
- 1993 (dilettanti)

Grand Prix de Fougères
- 1994 (Gan)

Campionati francesi, Cronosquadre

## Piazzamenti

### Grandi Giri
- Vuelta a España

1997: ritirato (7ª tappa)

### Classiche monumento
- Parigi-Roubaix

1995: 87º

### Competizioni mondiali
- Campionati del mondo

Palermo 1994 - In linea Dilettanti: 37º
Lugano 1996 - In linea Elite: ritirato